# 山崎景子
山﨑 景子（やまさき けいこ、1977年9月30日 - ）は、TBSラジオの交通情報キャスター。横浜国立大学卒。長崎県出身。血液型はA型。既婚。

## 人物
- キャスターでは珍しく、理系出身である。
- 2013年3月でTBS954情報キャスターを退職し、交通情報専任のキャスターとなる[4]。
- 同僚の阿南京子のモノマネが得意。

## 出演番組
- TBSラジオ交通情報（警視庁担当）

## 過去の出演番組
- 中村尚登 ニュースプラザ （「人権TODAY」のコーナー担当）
- 毒蝮三太夫のミュージックプレゼント （アシスタント）
- 荒川強啓 デイ・キャッチ!　(｢うわさの調査隊｣調査員)
- 森本毅郎・スタンバイ!（「現場にアタック」担当）
- 菊地成孔の粋な夜電波 （同番組中の交通情報の際に菊地と番組中に会話したことをきっかけにゲスト出演している。また、同番組によるイベントにMCとして出演もしている。）